# Melgar de Arriba
Melgar de Arriba – gmina w Hiszpanii, w prowincji Valladolid, w Kastylii i León, o powierzchni 35,04 km². W 2011 roku gmina liczyła 195 mieszkańców.